# Consorzio di bonifica Conca di Sora

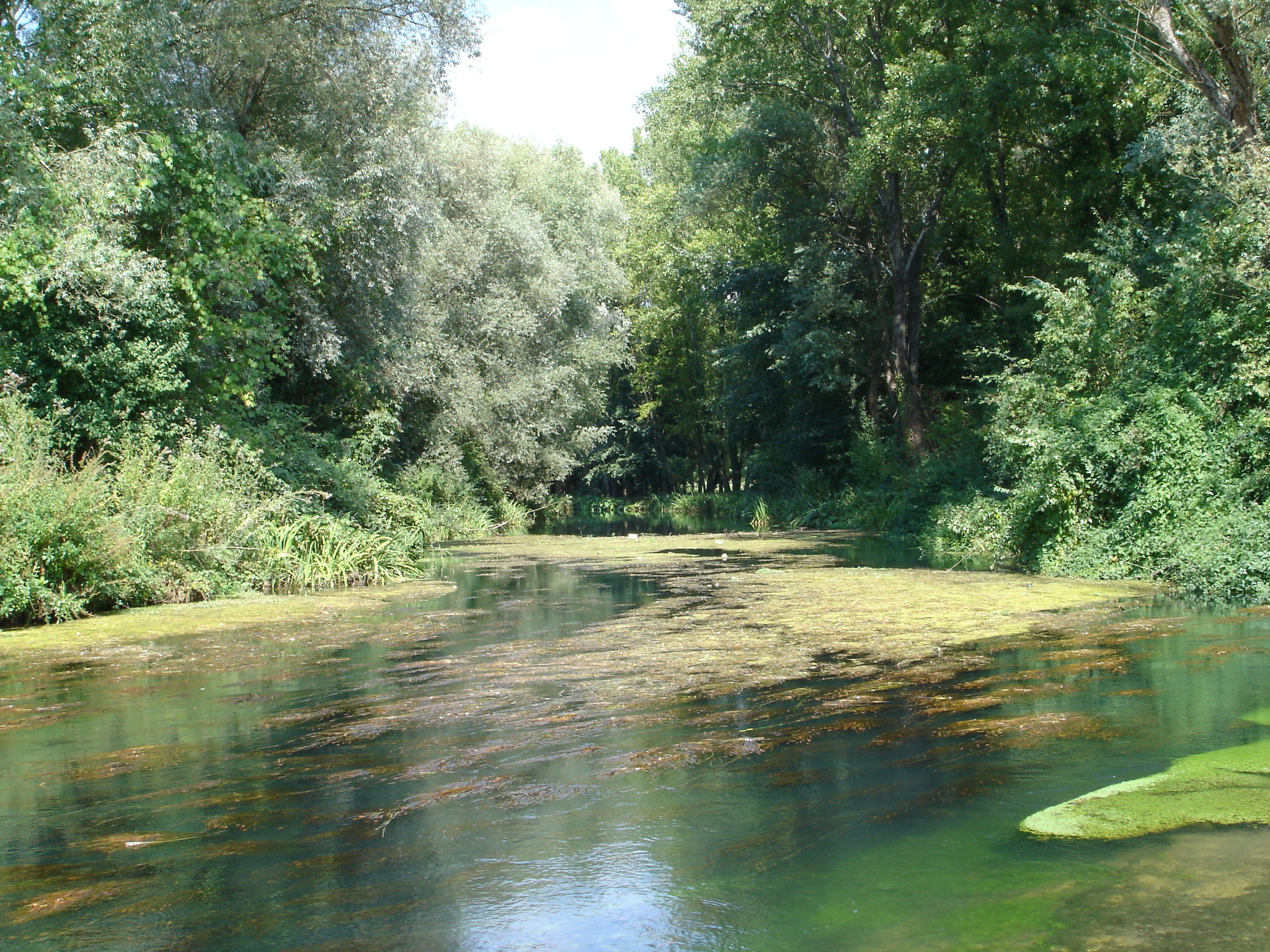
Il fiume Fibreno presso Carnello

Il consorzio di bonifica Conca di Sora è un consorzio di bonifica che opera in un'area della provincia di Frosinone comprendente parte della media Valle del Liri e della valle del Cosa. Il territorio interessato si estende per 81.209 ettari, coinvolgendo 23 comuni, per un totale di circa 15.000 ditte agricole consorziate. I principali bacini idrografici della zona sono quello del Liri, del Cosa e del Fibreno. Ha sede a Sora.

## Comuni interessati
I comuni interessati ricadono tutti in provincia di Frosinone e sono i seguenti: Alatri, Alvito, Arpino, Boville Ernica, Broccostella, Campoli Appennino, Casalvieri, Castelliri, Collepardo, Fontana Liri, Fontechiari, Gallinaro, Isola del Liri, Monte San Giovanni Campano, Pescosolido, Posta Fibreno, San Donato Val di Comino, Santopadre, Settefrati, Sora, Veroli, Vicalvi e Vico nel Lazio.

## Confini
Il confine occidentale è delimitato rispetto al consorzio di bonifica sud Anagni, dai confini tra i comuni di Torrice, Veroli, e Frosinone; dal confine tra Veroli e Frosinone, Frosinone ed Alatri, Alatri e Ferentino, Alatri e Trevigliano, Vico e Guarcino fino al confine regionale tra Lazio ed Abruzzo sui monti Ernici. Il confine orientale e meridionale è delimitato invece rispetto al consorzio di bonifica Valle del Liri nel seguente ordine: a partire dal confine tra Torrice, Veroli e Frosinone prosegue nel confine tra Veroli e Torrice, Boville Ernica-Ripi, Strangolagalli-Monte S. Giovanni Campano-Arce, Arce-Fontana Liri-Rocca d'Arce, Rocca d'Arce-Santopadre-Roccasecca, Santopodre-Colle S. Magno, Santopadre-Casalattico-Arpino, e infine il confine tra Casalattico e Casalvieri (Melfa) fino a Casal delle Mole frazione di Casalvieri. A nord i confini tra Lazio e Abruzzo e Molise, da Casalvieri lungo la strada tra il capoluogo comunale e Castal delle Mole-Roselli-Fallena fino al confine comunale di Vicalvi. Da Vicalvi prosegue per il confine comunale tra Vicalvi e Casalvieri, Alvito-Atina-Gallinaro, Gallinaro-Picinisco-Settefrati fino al confine col Molise.

## Fiumi principali

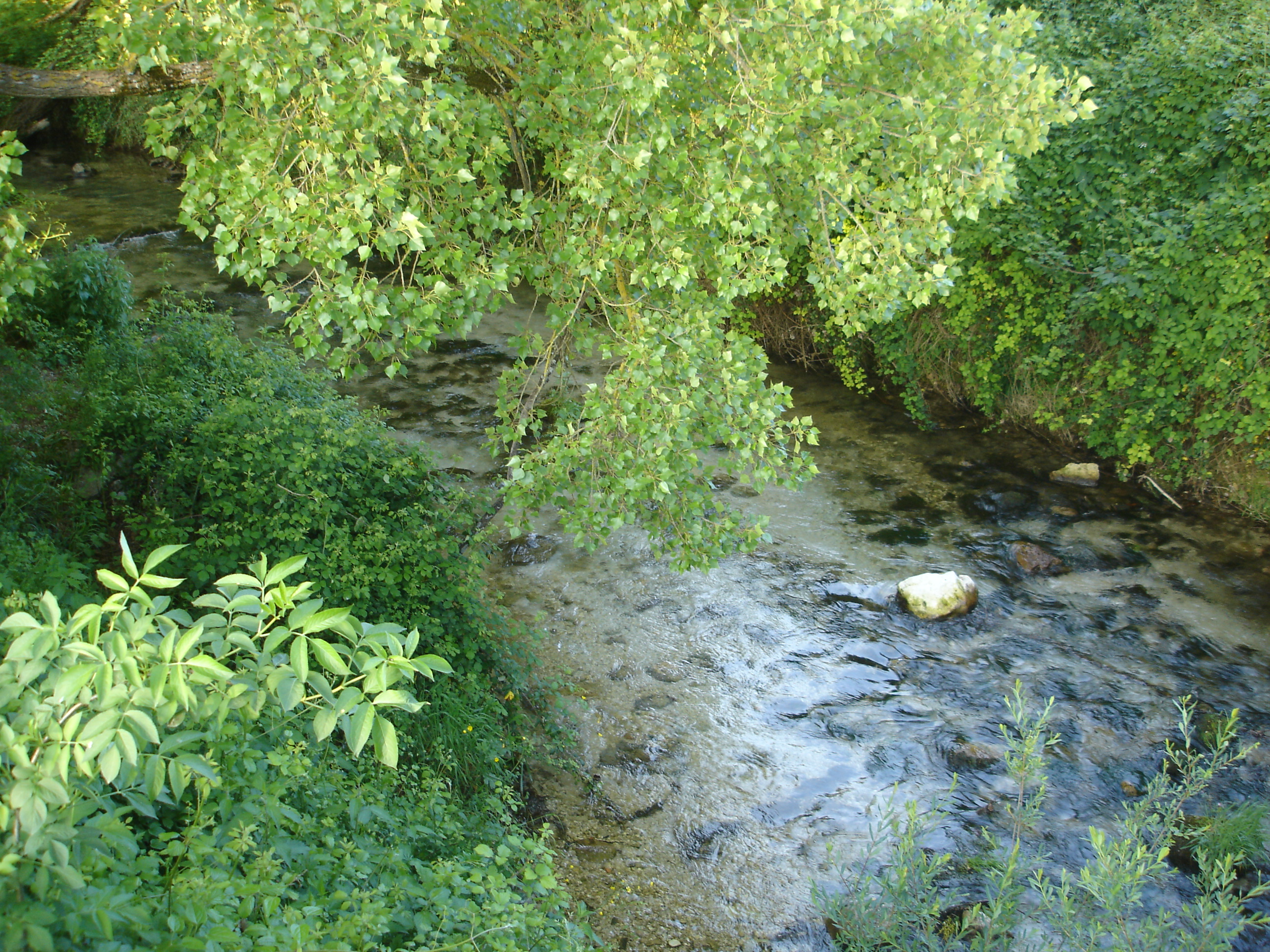
Melfa
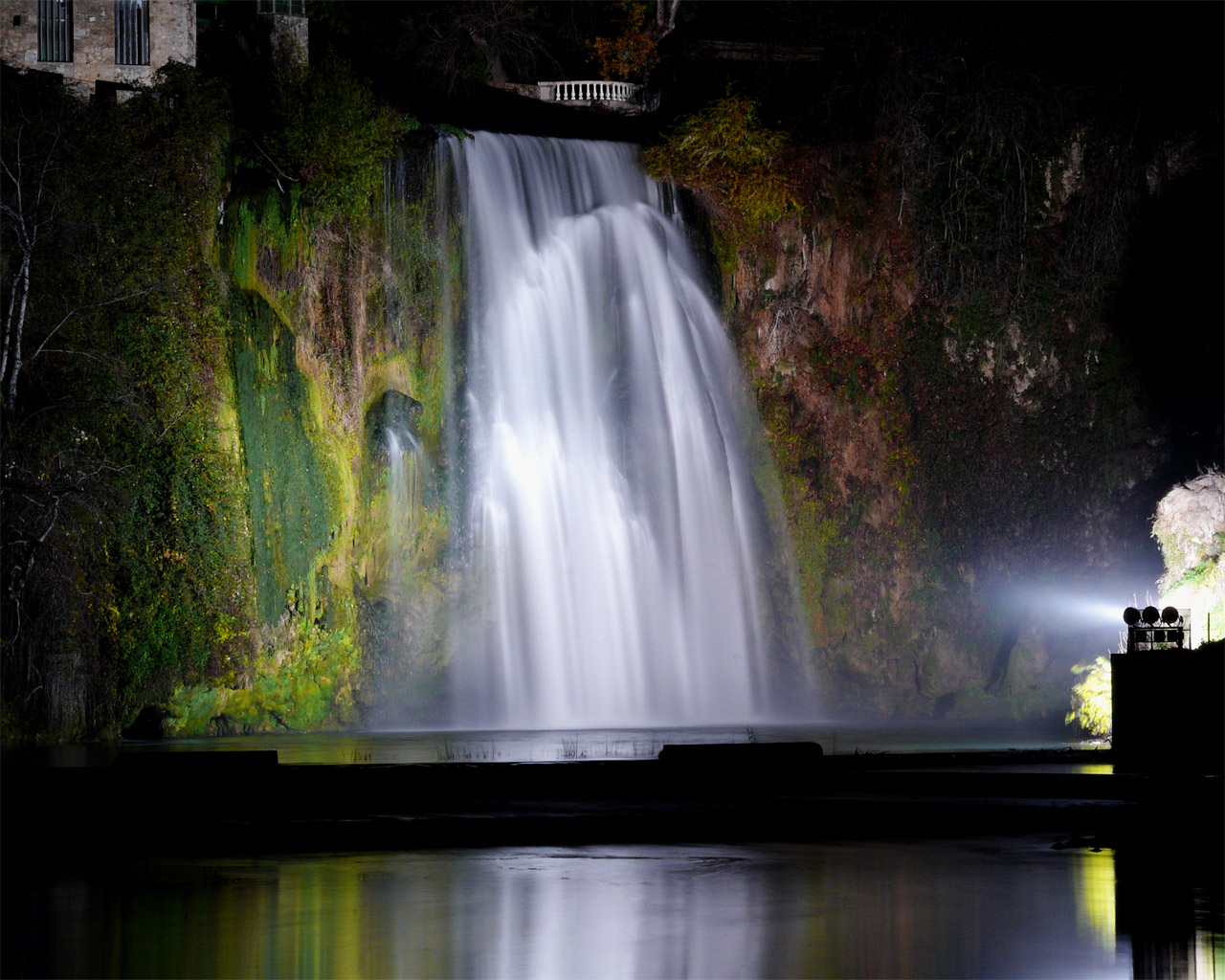
Liri
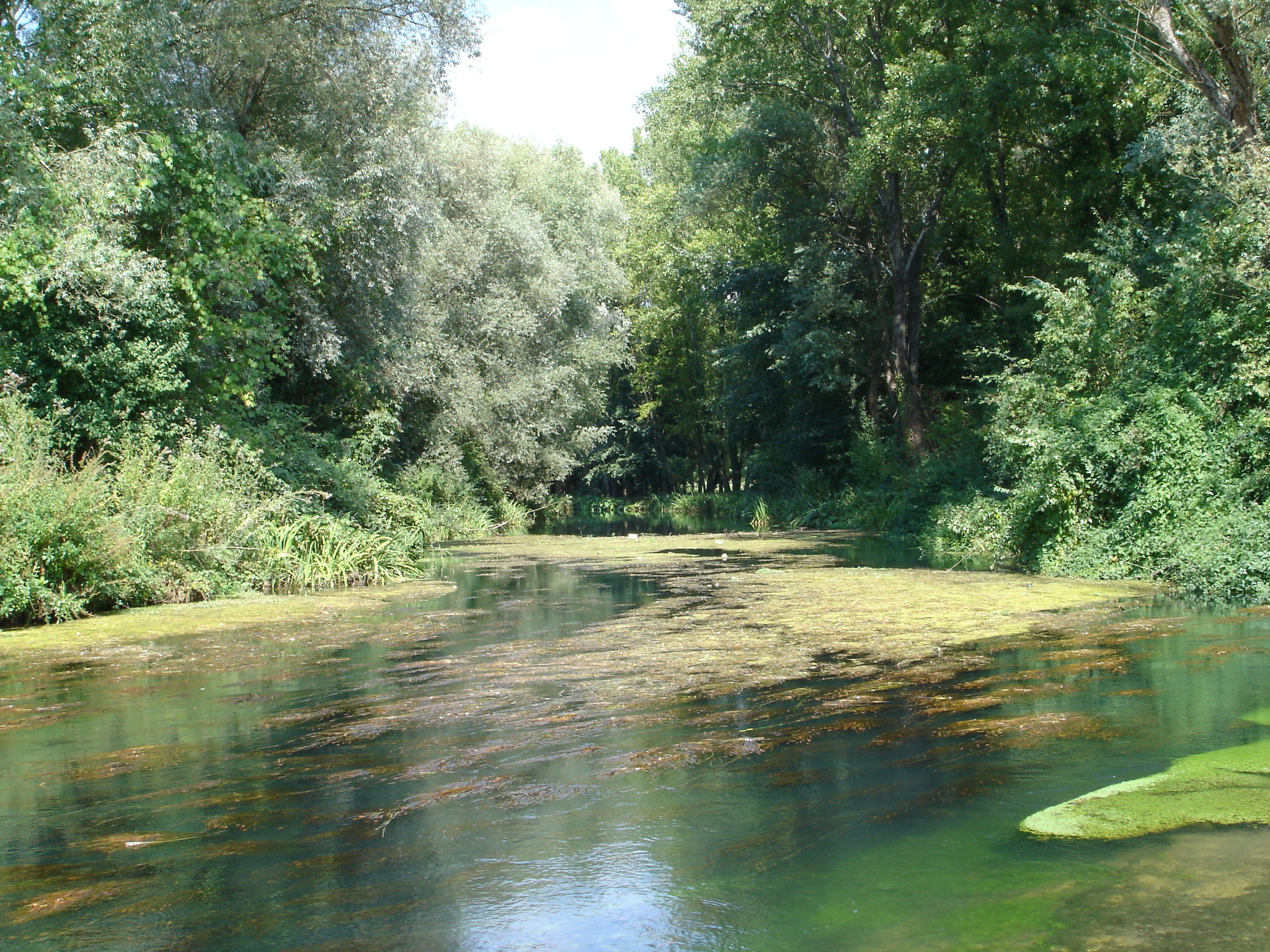
Fibreno
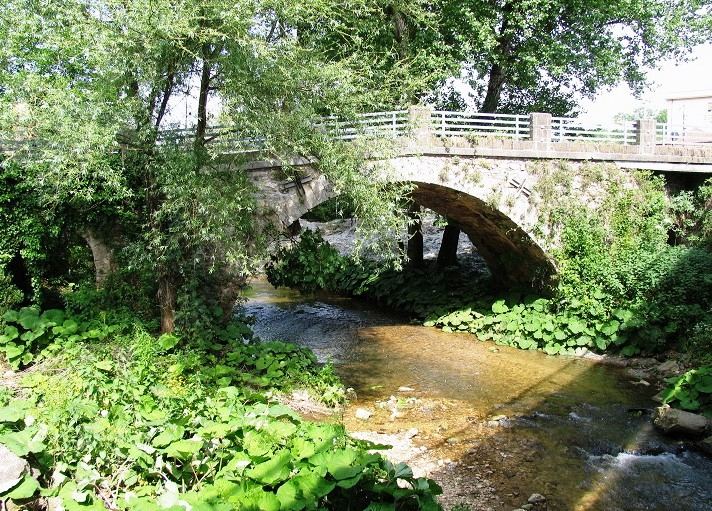
Cosa